# Clathria lambda
Clathria lambda är en svampdjursart som först beskrevs av Claude Lévi 1958.  Clathria lambda ingår i släktet Clathria och familjen Microcionidae.
Artens utbredningsområde är Röda havet. Inga underarter finns listade i Catalogue of Life.